# Willow (Alaska)
Willow – jednostka osadnicza w Stanach Zjednoczonych, w stanie Alaska, w okręgu Matanuska-Susitna.